# Арти Виеркант
Арти Виеркант (англ. Artie Vierkant, 1986, Брейнерд, штат Миннесота, США) — современный американский художник, арт-критик, представитель и теоретик пост-интернет искусства, автор эссе «The Image Object Post Internet» (2010). Живёт и работает в Нью-Йорке, США.

## Биография
Родился в Брейнерде, штат Миннесота, США в 1986 году. Изучал изобразительное искусство в Университете Пенсильвании, а также получил степень магистра изобразительных искусств в Университете Калифорнии.
Виеркант создаёт объекты, которые относятся к пост-интернет искусству, то есть призваны существовать как в сети Интернет, так и в материальной среде. Его работы — примеры того, какое влияние оказывает новая медиа-среда на искусство и жизнь современного общества в целом. Творения Виерканта часто находятся на грани абстрактной концептуальной идеи самого объекта и его физического воплощения. Его Image Objects (2015) являются попыткой отразить изменчивость современных подходов к производству. Эта серия работ является репрезентацией того, как объект может существовать в трех воплощениях: изначальный файл, произведенный объект и все множество изображений этого объекта. Каждый объект серии был создан из изображения, которое было некоторым образом искажено, трансформировано и переделано таким образом, чтобы изначальное изображение не было узнаваемо, но могло быть превращено в материальный объект. По мнению художника, объекты, находящиеся в пространстве Интернета и объекты, которые существуют в нашей материальной реальности, воспринимаются нами по-разному в первую очередь, из-за контекста вокруг них.
Также в своём творчестве, в частности в серии работ Exploits (2013), Виеркант касается проблемы защиты интеллектуальной собственности, размышляя о границах распространения авторского права. Для выставки в Higher Pictures в 2014 году он использовал логотип компании Polaroid, искажённый с помощью программы Photoshop. Polaroid отказал в предоставлении прав на использование изображения логотипа, но, как утверждает Виеркант, главным в процессе создания серии работ был сам процесс переговоров между ним как создателем произведения искусства и неким юридическим лицом. Процесс переговоров может проходить в разной форме в зависимости от величины той или иной компании, намерений художника и самого владельца авторских прав. Результатом является не столько сама работа, сколько соглашение, контракт, который так же является уникальным в каждом из прецедентов документом. Таким образом, художник обращает внимание на то, насколько современное общество и его действия подчинены рамкам авторского права и на то, как это право превращается в ограничение всех тех, кто им не обладает. Он также показывает гибкость и зыбкость того, как и на кого эти права и ограничения распространяются.